# Albert Johan de Sitter
Albert Johan (ook: Jan) de Sitter (Groningen, 1 september 1748 - Zuidbroek, 17 juni 1814) was een Nederlands jurist en politicus.

## Leven
De Sitter, zoon van de Groningse jurist Wolter Reinolt de Sitter en Johanna Schultens, studeerde eerst in zijn geboortestad rechten en daarna te Leiden. Hij werd raadsheer in Groningen en drost van het Oldambt. Als patriot verloor hij bij de restauratie van 1788 deze functies. In 1795 werd hij weer in ere hersteld en werd tot buitengewoon ambassadeur te Parijs benoemd. De Sitter was in de jaren 1796 en 1797 lid van zowel de Eerste Nationale Vergadering als van de Tweede Nationale Vergadering. Hij werd na de staatsgreep van 22 januari 1798 gevangengezet op het Huis ten Bosch, kwam vrij op 12 juni 1798 en werd weer ambteloos, maar andermaal hersteld. Zijn laatste ambt was vrederechter te Veendam, dat hij van 1811 tot aan zijn dood bekleedde.
In de periode 1807 tot 1810 was zijn broer Willem de Sitter gelijktijdig drost, Willem van Westerwolde en Albert Johan van de beide Oldambten. De drosten kregen vanaf het najaar 1806 de taak om rekruten voor het leger te werven, hetgeen op veel verzet stuitte bij de plaatselijke bevolking.

## Werk
- Voorloopig register van charters, privilegiën, placcaten, enz., Stad en Lande betreffende, tot 1594 (Groningen 1789)
- Hedendaegsche historie, of tegenwoordige staet van alle volkeren; in opzigte hunner landsgelegenheit, personen, klederen, gebouwen, zeden, wetten, gewoontens, godsdienst, regering, konsten en wetenschappen, koophandel, handwerken, landbouw, landziektens, planten, dieren, mineralen en andere zaken tot de natuurlyke historie dienende, Tegenwoordige staat der Vereenigde Nederlanden, twintigste deel (1793) eenentwintigste deel (1794), uitg. te Amsterdam, Leiden, Dordrecht, en Harlingen (geschreven samen met Tonco Modderman).

## Vrijmetselarij

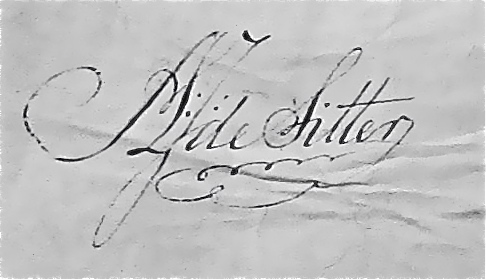
Handtekening van Albert Jan de Sitter, op zijn meesterdiploma als vrijmetselaar (Collectie CMC)

De Sitter was als vrijmetselaar verbonden aan de loge L'Union Provinciale, waarbij hij van 1780 - 1784 en van 1794 - 1799 de functie van voorzittend meester vervulde.
- Biografisch Portaal: 24529691
- Digitale Bibliotheek voor de Nederlandse Letteren: sitt001
- Gemeinsame Normdatei: 105280229X
- International Standard Name Identifier: 0000 0000 6263 8633
- Library of Congress Control Number: no2009094896
- Nederlandse Thesaurus van Auteursnamen: 069983739
- Parlement.com: vg09llwlzczt
- Virtual International Authority File: 90562089
- WorldCat: E39PBJfrMJF7Y96pJMrFkXKyBP